# Іашвілі Давіт Михайлович
 Давіт Михайлович Іашвілі (1 вересня 1992, Тбілісі) — український футболіст грузинського походження, захисник тернопільської «Ниви».

## Біографія
Народився в Тбілісі, де жив до 15 років. Після того, як його батько загинув в авіакатастрофі, дядько Іашвілі допоміг хлопцю перебратись в Україну. 
У 10 класі вступив до РВУФК (Київ), за яке виступав у ДЮФЛ. Перший тренер — Олег Михайлович Деревинський. Після завершення школи потрапив до структури київського «Арсеналу», де без контракту два роки тренувався під керівництвом Миколи Волосянко.
На початку 2011 року перейшов у «Оболонь», у складі якої виступав за молодіжну команду. Всього провів 24 матчі. Влітку 2012 року, після того як «Оболонь» вилетіла з Прем'єр-ліги і втратила право грати в молодіжному чемпіонаті, Іашвілі був переведений до новоствореного фарм-клубу «Оболонь-2», що виступав у другій лізі. Там Давіт став основним гравцем і провів 16 матчів, в яких забив два голи, після чого в листопаді навіть провів три гри за головну команду.
У грудні 2012 року підписав контракт на три з половиною роки з київським «Динамо», проте закріпитися навіть в молодіжній команді «біло-синіх» Давіт не зумів і, провівши за пів роки лише 5 матчів в молодіжному чемпіонаті, влітку 2013 року на правах вільного агента покинув «Динамо».
В липні 2013 року разом з іншим «динамівцем» Артемом Фаворовим став гравцем новоствореного клубу «Оболонь-Бровар».
В березні 2015 року підписав контракт із клубом Першої «Нива» (Тернопіль).

## Виступи за збірну
2012 року Павло Яковенко включив Давіта у список гравців  збірної України (U-20) на Турнір пам'яті Валерія Лобановського, де Іашвілі зіграв в одному матчі. Після того він ще двічі грав за цю молодіжну збірну.
12 жовтня 2012 року дебютував за молодіжну збірну (U-21) в товариському матчі проти однолітків з Данії, після чого ще тричі залучався до матчів цієї збірної.